# Dana Zwitter-Tehovnik
Dana Zwitter-Tehovnik (cvíter),  koroškoslovenska zgodovinarka, * 19. december 1947, Celovec.

## Življenje in delo
Na Dunaju in Salzburgu je študirala zgodovino in geografijo in leta 1972 diplomirala. Izpopolnjevala se je na ljubljanski filozofski fakulteti (1970-1971). Doktorirala je 1976 v Salzburgu z disertacijo Wirkungen der Französischen Revolution in Krain.
Leta 1973 se je zaposlila na celovški Zvezni gimnaziji za Slovence, od 1990 pa poučuje tudi na dvojezični trgovski akademiji v Celovcu. Njena disertacija je prvi monografski prikaz odmevov  francoske revolucije na Kranjskem in slovenskem ozemlju in zato predstavljala pomembno novost za slovensko in avstrijsko zgodovinopisje. Objavila pa je tudi več zgodovinskih člankov in razprav.